# Maison-Feyne
Maison-Feyne è un comune francese di 309 abitanti situato nel dipartimento della Creuse nella regione della Nuova Aquitania.

## Società

### Evoluzione demografica
Abitanti censiti